# Tiradentes

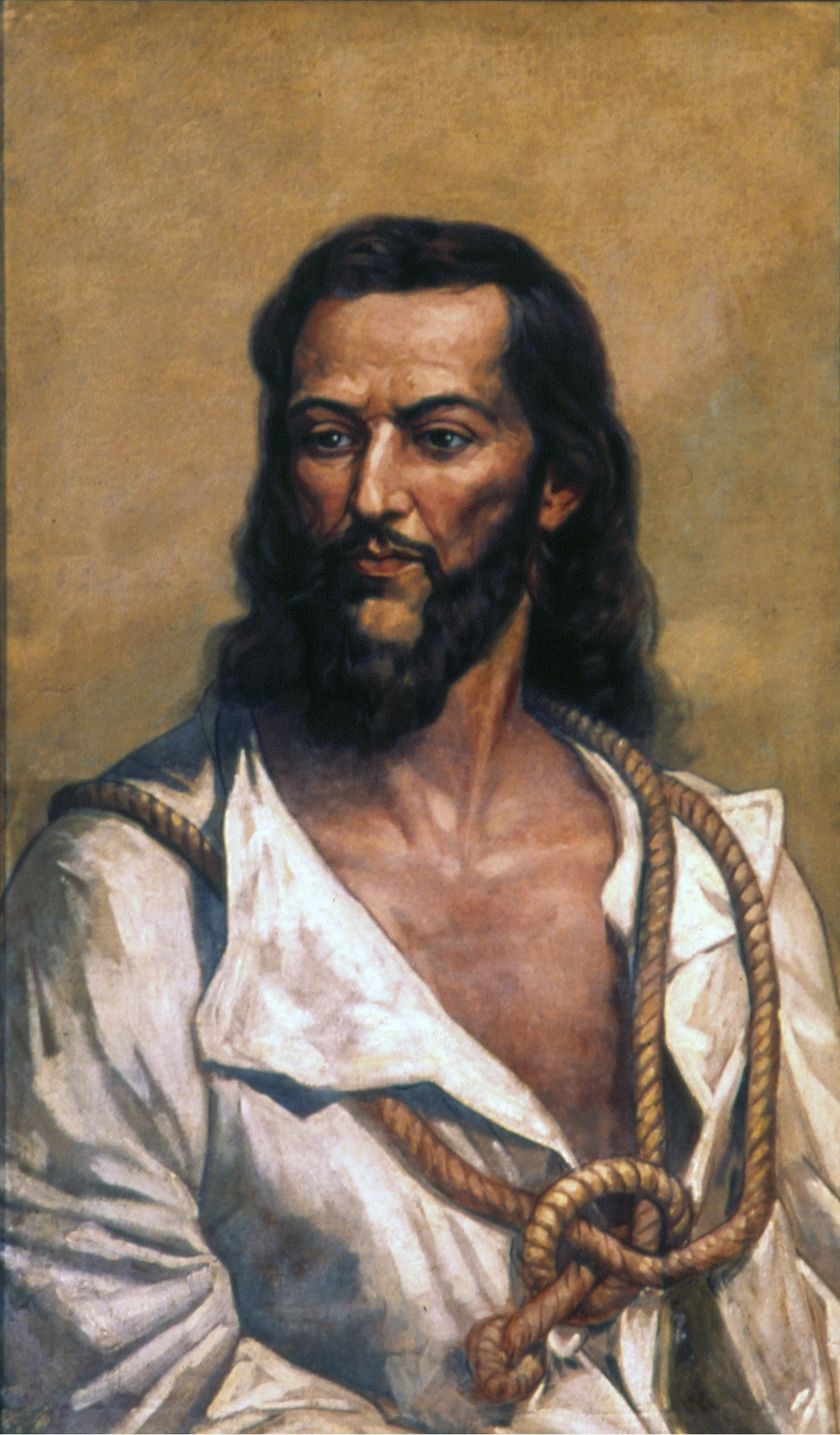
Martirio de Tiradentes

Joaquim José da Silva Xavier (en portugués brasileño: /ˌt͡ʃiraˈdɛ̃t͡ʃis/) (hacienda Pombal do Rio Abaixo, São João del-Rei, 16 de agosto de 1746 - Río de Janeiro, 21 de abril de 1792), más conocido como Tiradentes (Sacamuelas en portugués) fue un odontólogo, militar, minero, comerciante y activista político del Brasil colonial, considerado como héroe nacional de su país por haber asumido en exclusividad la responsabilidad de la Conspiración Minera (en portugués Inconfidência Mineira), considerado el primer intento a gran escala de independencia de Brasil del Reino de Portugal, a fines del siglo XVIII

## Primeros años
Nacido en una hacienda agrícola del municipio de São João del-Rei, en el actual estado de Minas Gerais, Tiradentes era hijo de Domingos da Silva Santos, propietario rural nacido en Celorico de Basto (en el distrito de Braga, Portugal), y de Maria Antônia da Encarnação Xavier, nacida en São João del-Rei, de padre portugués y madre criolla. Era el cuarto de siete hermanos. La familia era hidalga y contaba, al fallecer María Antônia, con 25 esclavos.
En 1755 y 1757 murieron, respectivamente, su madre y su padre. No estudió de manera formal, sino que se puso bajo la tutela de un padrino, que era cirujano. Trabajó ocasionalmente como minero y en diversas tareas relacionadas con la farmacia y la odontología, lo que le valió su apodo de 'Tiradentes'
Con los conocimientos adquiridos en su trabajo de minero se hizo técnico en reconocimiento de terrenos y en exploración de sus recursos, y empezó a trabajar para el gobierno. En 1780 se alistó en el ejército de Minas Gerais, y en 1781 fue nombrado por la reina María I, comandante de patrulla de Caminho Novo, que conducía hasta Río de Janeiro y que garantizaba el transporte del oro y los diamantes de la región. En ese periodo, comenzó a criticar las misiones de exploración del Brasil por parte de la metrópoli, lo que resultaba evidente cuando se comparaba el volumen de riquezas tomadas por los portugueses y la pobreza en la que seguía viviendo el pueblo. Descontento por no conseguir ascender en su carrera militar (en la que solo llegó al grado de alférez) se licenció en 1787. Esto ocurría porque en la Policía Colonial Portuguesa, así como en todas las Fuerzas Armadas de la metrópoli lusitana, todos los rangos militares arriba de "alférez" (teniente) eran reservados a los nacidos en Portugal, en una práctica muy común durante el colonialismo en América Latina.

## Actividad política
Durante un año Tiradentes vivió en la capital de la colonia, Río de Janeiro. Pero la imposibilidad de obtener beneficios en grandes proyectos de canalización que se desarrollaban allí hizo que sus sentimientos antiportugueses se acrecentaran. De regreso a Minas Gerais, empezó a preconizar en Vila Rica y sus alrededores la creación de un movimiento de independencia para Brasil. A este movimiento se integraron miembros del clero y personajes de cierto relieve social, como los poetas Cláudio Manuel da Costa, antiguo secretario del gobierno, Tomás Antônio Gonzaga e Inácio José de Alvarenga Peixoto. 
El movimiento ganó apoyo ideológico con la independencia de las colonias británicas en Norteamérica y la formación de los Estados Unidos. Factores regionales y económicos también influyeron en consolidar la rebelión en Minas Gerais, ya que la región producía cada vez menos oro. Los colonos ya no eran capaces de cumplir con el pago anual de cien arrobas de oro destinadas a la Real Fazenda, motivo por el que se unieron a la rebelión.
El sentimiento de rebelión alcanzó su momento álgido con la implantación de un nuevo impuesto por parte del gobierno colonial: una tasa obligatoria de 538 arrobas de oro en impuestos atrasados (desde 1762), debía ser ejecutada por el nuevo gobernador de Minas Gerais, Luís Antônio Furtado de Mendonça, vizconde de Barbacena. El movimiento se inició la noche de la insurrección cuando los líderes de la conspiración salieron por las calles de Vila Rica dando vivas a la República, con lo que obtuvieron la inmediata adhesión de la población. Sin embargo, antes de que la conspiración se transformara en revolución, fue delatada por los portugueses: el coronel Joaquim Silvério dos Reis, el teniente coronel Basílio de Brito Malheiro do Lago y el natural de Azores Inácio Correia de Pamplona, a cambio de ver condonadas sus deudas con la Hacienda Real. 
El vizconde de Barbacena suspendió el impuesto y ordenó la prisión de los conjurados (1789). Tiradentes se escondió en casa de un amigo en Río de Janeiro, pero fue delatado por Joaquim Silvério dos Reis, quien más tarde, por su delación, entre otras cosas, recibiría de la corona el título de fidalgo. 
Entre los conspiradores destacaron los religiosos Carlos Correia de Toledo e Melo, José de Oliveira Rolim y Manuel Rodrigues da Costa; el teniente coronel Francisco de Paula Freire de Andrade, los coroneles Domingos de Abreu y Joaquim Silvério dos Reis -a la sazón, delator del movimiento- y los ya mencionados Cláudio Manuel da Costa, Inácio José de Alvarenga Peixoto y Tomás Antônio Gonzaga.
EL mayor deseo de los inconfidentes era establecer un gobierno independiente de Portugal, crear una universidad en Vila Rica, formar industrias y hacer de São João Del-Rei la nueva capital de la región.

## Condena y muerte

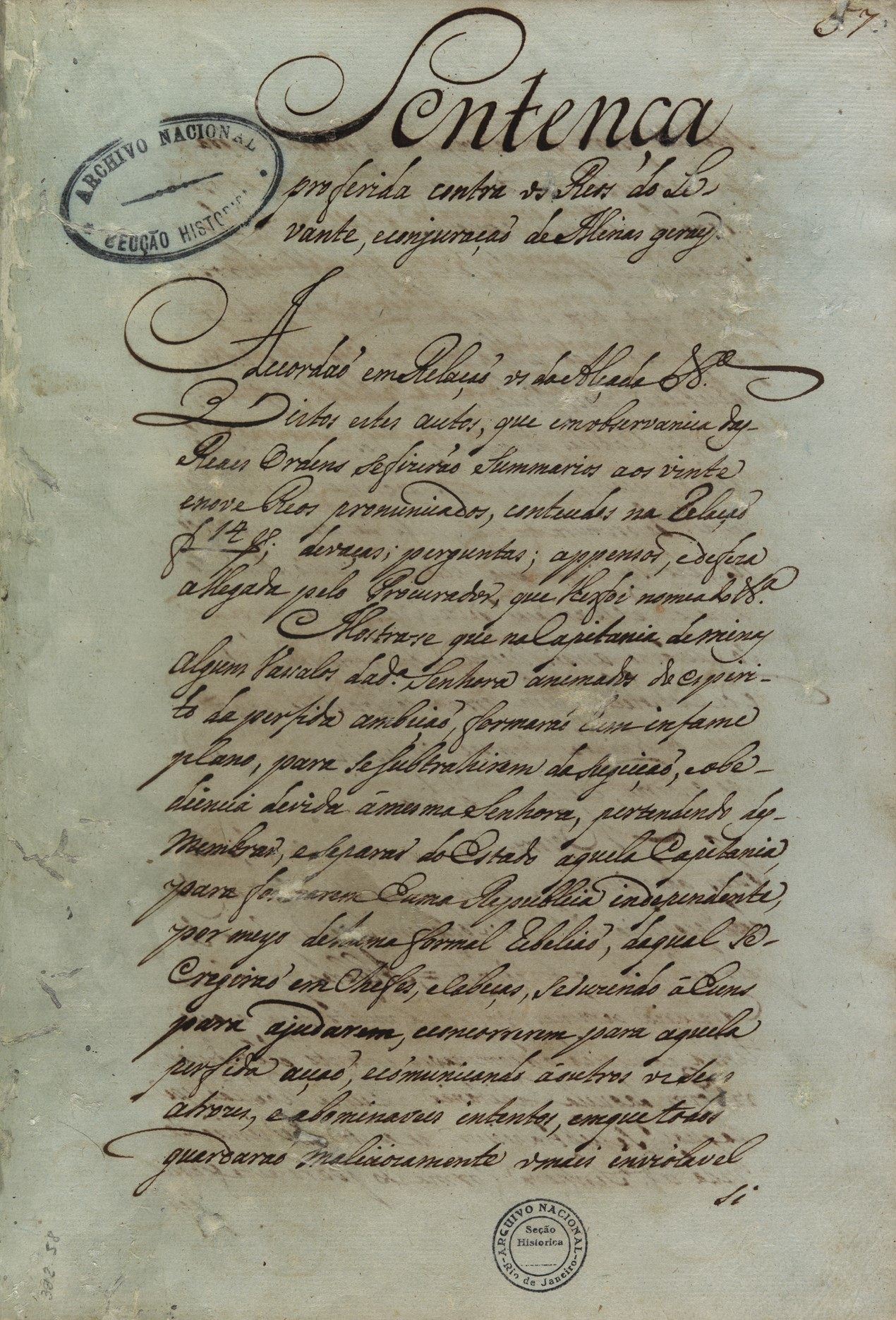
Sentencia pronunciada contra Tiradentes, 1792.

Joaquim José da Silva Xavier, Tiradentes, era probablemente el participante en la revuelta de menor posición social (era alférez y dentista práctico). Por esa razón, fue el único que asumió la responsabilidad por la conspiración, a pesar de que al principio negó su participación, y trató de exculpar a sus compañeros. Encarcelados, todos los conspiradores tuvieron que esperar durante tres años hasta que finalizó el proceso por traición a la Corona portuguesa. Algunos fueron condenados a muerte y otros al destierro. Luego, por orden de la reina doña María I, todas las sentencias fueron conmutadas por el destierro, excepto la de Tiradentes, que siguió condenado a muerte.
Y así, en la mañana del sábado 21 de abril de 1792, Tiradentes recorrió en procesión las calles engalanadas del centro de la ciudad de Río de Janeiro hasta el patíbulo. Ejecutado y descuartizado, con su sangre se firmó la certificación de que se había ejecutado la sentencia de muerte y se declaró su memoria infame. Su cabeza se plantó en un poste en Vila Rica y sus restos mortales se distribuyeron a lo largo de Caminho Novo: Cebolas, Varginha do Lourenço, Barbacena y Queluz, la antigua Carijós, lugares en los que expuso sus discursos revolucionarios. Su casa fue destruida y todos sus descendientes deshonrados.

## Legado
Tiradentes siguió siendo tras la Independencia de Brasil, una personalidad histórica relativamente oscura ya que, durante el Imperio, los dos monarcas, Dom Pedro I y Dom Pedro II, pertenecían a la línea masculina de la Casa de Braganza, y eran, respectivamente, nieto y bisnieto de la reina Maria, que había emitido la sentencia de muerte de Tiradentes. Además, el republicanismo atribuido a Tiradentes lo hacía inaceptable como héroe nacional, en tanto la independencia de Brasil había tenido como protagonista principal al príncipe Pedro I de Braganza. 
Tuvo que ser la Vieja República, o más exactamente los ideólogos positivistas que presidieron su fundación, los que buscaron en la figura de Tiradentes una personificación de la identidad republicana de Brasil, y mitificaron su biografía. Esto explica su iconografía tradicional desde fines del siglo XIX, con barba y camisola, al lado del cadalso, lo que le da un cierto parecido a Jesucristo y que, al parecer, carece de verosimilitud. Como militar, lo máximo que Tiradentes se permitió fue un discreto bigote. En la cárcel, en la que pasó sus últimos tres años de vida, los presos estaban obligados a afeitarse,  incluso fueron encontrados en su celda después de su muerte una navaja de afeitar y un espejo. Todo esto reduce la credibilidad de la imagen histórica formada sobre el héroe a inicios del siglo XX.
Aunque nunca se casó, Tiradentes tuvo dos hijos, João, con la mulata Eugênia Joaquina da Silva, y Joaquina, con la pelirroja Antonia Maria do Espírito Santo, que vivía en Vila Rica.
Está considerado Patrón Cívico de Brasil y la fecha de su muerte es día festivo en todo el país. La Capitanía de Minas Gerais, donde él vivió, con el advenimiento de la República, se convirtió en el estado de Minas Gerais, y hasta hoy en día a muchos habitantes de esta región del país les gusta oír con mucho respeto la historia de su ilustre compatriota Tiradentes, el primer líder revolucionario de matiz verdaderamente republicano de Brasil.